# Franco Rella
Franco Rella (Rovereto, 11 gennaio 1944 – Rovereto, 14 luglio 2023) è stato un filosofo italiano, per anni professore ordinario di Estetica presso l'Università IUAV di Venezia.

## Biografia
Allievo di Gillo Dorfles a Milano, Franco Rella risiedeva nel comune di nascita, da dove si spostava dal 1975 per tenere il corso di Estetica presso la Facoltà di Architettura dello IUAV di Venezia aderendo al Dipartimento di Storia dell'Architettura. Nel 2001 si unì alla neonata "Facoltà di Design e Arti" dello stesso ateneo e fu responsabile del programma di dottorato di ricerca in storia e filosofie delle arti. 
Tra i saggi pubblicati, L'enigma della bellezza (1991), Miti e figure del moderno (1993), Negli occhi di Vincent. L'io nello specchio del mondo (1998), Ai confini del corpo (2000), La responsabilità del pensiero (2009) ecc.
Tra gli autori indagati, Rainer Maria Rilke, Charles Baudelaire, Louis Aragon, Gustave Flaubert, Georges Bataille, Otto Weininger, altre figure del "moderno", dell'erotismo e del romanticismo, e il personaggio di Edipo in Sofocle e in Hölderlin.
Tra le riviste a cui collaborò, Casabella, Lotus, Assemblage, Substance, Utopica (in ambito architettonico ed estetico), Nuova Corrente, Origini, Aut aut (rivista), Alfabeta, ALI (in ambito filosofico e letterario) ecc.
Pubblicò i romanzi Attraverso l'ombra (1986, Premio Dessì), La disattenzione (1992) e L'ultimo uomo (1996), qualche racconto e qualche poesia (Bios).
Dal 1989 al 1996 fu coordinatore e poi membro del comitato scientifico del MART, per il quale collaborò alle mostre Il Divisionismo italiano, La giovane pittura europea, Il Romanticismo, L'Espressionismo dei Musei di Dortmund. 
Fu nel consiglio d'amministrazione della Fondazione Opera Bevilacqua La Masa di Venezia. Altre mostre ed esposizioni con saggi e introduzioni in catalogo vennero presentate presso Palazzo Forti e presso la Galleria dello Scudo di Verona, Palazzo Bricherasio a Torino, il Goethe-Institut e l'Università di Palermo, la GNAM di Roma, il Museo d'Orsay di Parigi, il PAC di Milano, la Galleria Civica di Modena. Egli introdusse opere di Annamaria Gelmi, Marco Nereo Rotelli, Roberto Giannone, Piero Pizzi Cannella, Sergio Bernardi, Giovanna Bergamaschi, Léon Krier, Chi Wing Lo, Massimo Scolari, Marino Marini, Michele Canzoneri, Paola Grott, Anna Cavallaro, Marilena Sassi ecc.
Collaborò al progetto del 1993 su Anversa capitale europea della cultura. Diresse collane presso Bertani Editore, Feltrinelli, Cluva e Pendragon e scrisse articoli per i quotidiani "l'Unità" e "la Repubblica".
È morto a Rovereto il 14 luglio 2023, a 79 anni.

## Opere
- (introduzione a) Georges Bataille, La parte maledetta, preceduto da La nozione di dépense, trad. Francesco Serna, Bertani, Verona 1972; nuova ed. Bollati Boringhieri, Torino 2003 ISBN 88-339-1503-4 ISBN 88-339-0651-5
- (cura di) Gilles Deleuze, Nietzsche: con antologia di testi, in appendice Georges Bataille, Nietzsche e i fascisti, Bertani, Verona 1973; nuova ed. a cura di Giorgio Franck, SE, Milano 1997 ISBN 88-7710-362-0; 2006 ISBN 88-7710-676-X
- (cura di) Georges Bataille, L'abate C., Bertani, Verona 1973; nuova ed. ES, Milano 1998 ISBN 88-86534-44-2 ISBN 978-88-95249-13-1
- (cura di) Roger Establet e Pierre Macherey, La scienza del capitale: leggere Marx, Bertani, Verona 1975
- Negazione presunta, con nota critica di Giuseppe Sertoli, Geiger, Rivalba 1975
- (a cura di) La critica freudiana, Feltrinelli, Milano 1977
- Il mito dell'altro: Lacan, Deleuze, Foucault, Feltrinelli, Milano 1978
- (introduzione a) Otto Weininger, Sesso e carattere: una ricerca di base, trad. Giulio Fenoglio e Franca Maccabruni, Feltrinelli / Bocca, Milano 1978
- (cura di) Critica e storia: materiali su Benjamin, Cluva, Venezia 1980
- (postfazione a) Giampiero Comolli, La foresta intelligente, Cappelli, Bologna 1981
- Miti e figure del moderno, Pratiche, Parma 1981; nuova ed. Miti e figure del moderno: letteratura, arte e filosofia, Feltrinelli, Milano 1993 ISBN 88-07-81258-4
- Il silenzio e le parole: il pensiero nel tempo della crisi, Feltrinelli, Milano 1981 ISBN 88-07-10018-5; nuova ed. 2001 ISBN 88-07-81674-1
- (cura di) Louis Aragon, Il paesano di Parigi, trad. di Paolo Caruso, Il Saggiatore, Milano 1982
- Metamorfosi: immagini del pensiero, Feltrinelli, Milano 1984 ISBN 88-07-10025-8
- (cura di) Honoré de Balzac, Teoria della andatura, Cluva Editrice, Venezia 1985
- (a cura di ) Honoré de Balzac - "Seraphita". Rovereto, Reverdito, 1986.
- (intervento in) Il fantasma della qualità, a cura di Claudio Spadoni, Essegi, Ravenna 1985 (catalogo della mostra)
- La cognizione del male: Saba e Montale, Editori riuniti, Roma 1985 ISBN 88-359-2914-8
- La battaglia della verità, Feltrinelli, Milano 1986 ISBN 88-07-10054-1
- Attraverso l'ombra: romanzo, Camunia, Milano 1986
- (a cura di Gabriella Belli) La città e le forme, Mazzotta, Milano 1987 (convegno) ISBN 88-202-0747-8
- Limina: il pensiero e le cose, Feltrinelli, Milano 1987 ISBN 88-07-10080-0
- Sonni veloci e leggeri, in 19 racconti per Rinascita, a cura di Ottavio Cecchi e Mario Spinella, Roma, Editrice l'Unità, 1987, SBN UBO0136104.
- (a cura di) Forme e pensiero del moderno, Feltrinelli, Milano 1989 ISBN 88-07-08072-9
- Asterischi, Feltrinelli, Milano 1989 ISBN 88-07-05064-1
- (con Gabriella Belli), L'età del Divisionismo, Electa, Milano 1990 ISBN 88-435-3179-4
- (cura dell'antologia) Bellezza e verità, Feltrinelli, Milano 1990 ISBN 88-07-05074-9
- La giovane Pittura Europea, Electa, Milano 1991
- (introduzione a) Sofocle, Edipo re, trad. Laura Correale, Feltrinelli, Milano 1991 ISBN 88-07-82006-4
- L'enigma della bellezza, Feltrinelli, Milano 1991 ISBN 88-07-10138-6; nuova ed. 2006 ISBN 88-07-81890-6 ISBN 978-88-07-81890-5
- (cura di) Friedrich Hölderlin, Edipo il tiranno, trad. di Tomaso Cavallo, Feltrinelli, Milano 1991 ISBN 88-07-82002-1 ISBN 978-88-07-82002-1
- Rifrazioni, I quaderni del battello ebbro, Porretta Terme 1991 (saggio)
- (cura di) Charles Baudelaire, Lo spleen di Parigi: piccoli poemi in prosa, Feltrinelli, Milano 1992 ISBN 88-07-82032-3 ISBN 978-88-07-82032-8
- La disattenzione, Ponte alle Grazie, Firenze 1992 ISBN 88-7928-014-7
- Il Romanticismo. Il nuovo sentimento della natura, Electa, Milano 1993 (catalogo della mostra)
- (introduzione a) Euripide, Baccanti, trad. di Laura Correale, Feltrinelli, Milano 1993 ISBN 88-07-82061-7 ISBN 978-88-07-82061-8
- (contributo a) Espressionismo tedesco: la collezione del Museum am Ostwall di Dortmund, a cura di Ingo Bartsch e Gabriella Belli, Electa, Milano 1994 ISBN 88-435-4905-7
- (cura di) Rainer Maria Rilke, Elegie duinesi, BUR; Milano 1994 ISBN 88-17-16974-9; Fabbri, Milano 1997; BUR 2004 ISBN 88-17-16974-9 ISBN 978-88-17-16974-5
- La soglia dell'ombra, riflessioni sul mistero, Feltrinelli, Milano 1994 ISBN 88-07-08126-1
- Romanticismo, Pratiche, Parma 1994 ISBN 88-7380-291-5
- (cura di) Charles Baudelaire, Ultimi scritti. Razzi, Il mio cuore messo a nudo e Povero Belgio, Feltrinelli, Milano 1995 ISBN 88-07-82117-6
- Bios, I quaderni del Battello Ebbro, Porretta Terma 1996 (poesie) ISBN 88-86861-02-8
- L'ultimo uomo, Feltrinelli, Milano 1996 (romanzo) ISBN 88-07-01502-1
- Confini: la visibilità del mondo e l'enigma dell'autorappresentazione, Pendragon, Bologna 1996 ISBN 88-86366-35-3
- L'estetica del Romanticismo, Donzelli, Roma 1997 ISBN 88-7989-323-8; 2006 ISBN 88-6036-012-9
- (cura di) Gustave Flaubert, Bouvard e Pecuchet, Feltrinelli, Milano 1998 ISBN 88-07-82145-1 ISBN 978-88-07-82145-5
- (cura di) Rainer Maria Rilke, I sonetti a Orfeo, Feltrinelli, Milano 1998 ISBN 88-07-82025-0 ISBN 978-88-07-82025-0
- Negli occhi di Vincent: l'io nello specchio del mondo, Feltrinelli, Milano 1998 ISBN 88-07-10235-8
- Pensare per figure: Freud, Platone, Kafka, Pendragon, Bologna 1999 ISBN 88-86366-92-2; nuova ed. Pensare per figure: Freud, Platone, Kafka, il postumano, Fazi, Roma 2004 ISBN 88-8112-562-5
- Egli, Tre lune, Mantova 1999 ISBN 88-87355-03-7
- (cura di) Franz Kafka, L'angelo e altri racconti dai Diari, Tre lune, Mantova 1999 ISBN 88-87355-17-7
- (cura di) Rainer Maria Rilke, Verso l'estremo: lettere su Cézanne e sull'arte come destino, Pendragon, Bologna 1999 ISBN 88-8342-018-7 ISBN 978-88-8342-553-0
- Il moderno: da Van Gogh a Warhol, Improvvisazione Prima, Rovereto 1999 (catalogo di mostra)
- Ai confini del corpo, Feltrinelli, Milano 2000 ISBN 88-07-10285-4
- (cura di) Pathos: scrittura del corpo, della passione, del dolore, Pendragon, Bologna 2000 ISBN 88-8342-057-8
- (a cura di), Il male: scritture sul male e sul dolore, Pendragon, Bologna 2001 ISBN 88-8342-077-2
- (cura di) Tra sapere e potere: percorsi della seduzione, Pendragon, Bologna 2002 ISBN 88-8342-109-4
- Figure del male, Feltrinelli, Milano 2002 ISBN 88-07-10320-6
- (cura di) La memoria e l'oblio, Pendragon, Bologna 2002 ISBN 88-8342-160-4
- La tomba di Baudelaire, Fazi, Roma 2003 ISBN 88-8112-465-3
- (a cura di, con Giorgio Franck) Sentimento e memoria, Pendragon, Bologna 2003 ISBN 88-8342-197-3
- Pensare e cantare la morte: Baudelaire Valéry Rilke, Aragno, Torino 2004 ISBN 88-8419-204-8
- Dall'esilio: la creazione artistica come testimonianza, Feltrinelli, Milano 2004 ISBN 88-07-10364-8
- (postfazione a), Marcel Proust, I sonni notturni d'un tempo: una prosa inedita, trad. Susanna Mati, Via del vento, Pistoia 2004 ISBN 88-87741-69-7
- (postfazione a) Walter Friedrich Otto, Le Muse e l'origine divina della parola e del canto, a cura di Susanna Mati, Fazi, Roma 2005 ISBN 88-8112-602-8
- Scritture estreme: Proust e Kafka, Feltrinelli, Milano 2005 ISBN 88-07-10394-X
- (curatore) Georges Bataille, Storia dell'erotismo: La parte maledetta 2, trad. Susanna Mati, Fazi, Roma 2006 ISBN 88-8112-703-2
- (curatore) Gustave Flaubert, L'opera e il suo doppio: dalle lettere, Fazi, Roma 2006 ISBN 88-8112-792-X
- Micrologie: territori di confine, Fazi, Roma 2007 ISBN 978-88-8112-823-5
- (con Susanna Mati), Georges Bataille, filosofo, Mimesis, Milano 2007 ISBN 978-88-8483-453-9
- (con Susanna Mati), Nietzsche: arte e verità. Una introduzione, Mimesis, Milano 2008 ISBN 978-88-8483-553-6
- La responsabilità del pensiero: il nichilismo e i soggetti, Garzanti, Milano 2009 ISBN 978-88-11-68128-1
- (postfazione a) Susanna Mati, La mela d'oro: mito e destino, Moretti & Vitali, Bergamo 2009 ISBN 978-88-7186-437-2
- (postfazione a) Peter Eisenman, La fine del classico, a cura di Renato Rizzi, Mimesis, Milano 2009 ISBN 978-88-8483-951-0
- (postfazione a) F. Kafka, Il castello, a cura di Barbara Di Noi, Mimesis, Milano, 2014 ISBN 88-575-2208-3